# Gymnotraunsteinera
Gymnotraunsteinera là một chi thực vật có hoa trong họ Lan.